# Guerfand
Guerfand é uma comuna francesa na região administrativa de Borgonha-Franco-Condado, no departamento Saône-et-Loire. Estende-se por uma área de 6,56 km². Em 2010 a comuna tinha 207 habitantes (densidade: 31,6 hab./km²).